# Hoàn lưu khí quyển

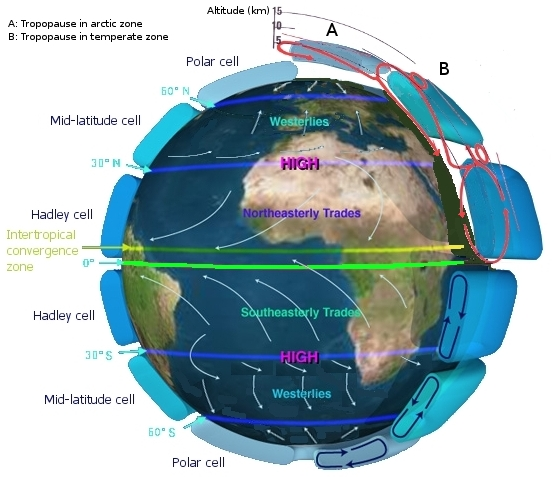
Mô tả được lý tưởng hóa (ở điểm phân) của hoàn lưu khí quyển trên diện rộng trên Trái Đất.

Lượng mưa trung bình dài hạn tính theo tháng

Hoàn lưu khí quyển là sự tuần hoàn của không khí trên diện rộng, và cùng với hải lưu là cách thức mà nhiệt năng được tái phân phối trên bề mặt Trái Đất.
Hoàn lưu khí quyển của Trái Đất biến đổi từ năm này sang năm khác, nhưng cấu trúc trên diện rộng của hoàn lưu của nó thì khá cố định. Hệ thống thời tiết trên diện nhỏ hơn thì diễn ra "một cách ngẫu nhiên", và không thể tiến hành dự báo thời tiết phạm vi rộng của những cái đó quá mười ngày trong thực tế, hoặc một tháng trên lý thuyết (xem Lý thuyết hỗn loạn và Hiệu ứng bươm bướm).
Thời tiết của Trái Đất là kết quả của sự chiếu sáng của Mặt Trời, và các quy luật nhiệt động lực học. Hoàn lưu khí quyển có thể được xem là động cơ nhiệt được điều khiển bởi năng lượng của Mặt trời, và bồn năng lượng của nó, sau cùng chính là vùng tối của không gian. Thứ được sản sinh ra từ động cơ đó gây ra chuyển động của không khí và trong quá trình đó nó tái phân phối năng lượng được hấp thụ bởi bề mặt Trái Đất gần xích đạo vào không gian và nhân tiện tới các vĩ độ gần cực hơn.
Những "vòng" hoàn lưu khí quyển quy mô lớn dịch chuyển về hướng cực vào những giai đoạn ấm hơn (ví dụ như thời kỳ gian băng khi so sánh với thời kỳ băng hà), nhưng vẫn khá ổn định trên quy mô lớn vì chúng về cơ bản là một thuộc tính của kích cỡ, tốc độ quay, nhiệt và độ sâu khí quyển của Trái Đất, và những thứ đó thì đều ít thay đổi. Qua một khoảng thời gian dài (hàng trăm triệu năm), một mảng nâng kiến tạo có thể thay đổi một cách đáng kể những yếu tố chính của chúng, ví dụ như dòng tia và kiến tạo mảng có thể thay đổi hải lưu. Trong thời kỳ khí hậu cực kỳ nóng của kỷ Đại Trung Sinh, một vành đai sa mạc thứ ba có thể đã tồn tại ở vùng Xích đạo.